# Португалия на летних Олимпийских играх 1976
Португалия принимала участие в Летних Олимпийских играх 1976 года в Монреале (Канада) в четырнадцатый раз за свою историю, и завоевала две серебряные медали.

## Серебро
- Лёгкая атлетика, 10000 метров, мужчины — Карлуш Лопиш.
- Стрельба, мужчины — Армандо Силва Маркеш.